# 人民先锋党 (也门)
人民先锋党（阿拉伯语：حزب الطليعة الشعبية）是也门历史上的一个复兴主义政党。1950年代末，阿拉伯复兴社会党（简称复兴党）也门分支成立。当复兴党的叙利亚分支和伊拉克分支决裂时，也门分支成员压倒性地支持阿拉伯复兴社会党 (叙利亚主导派)。此后，支持叙利亚的也门复兴党成员将其党组织本土化，并改名为人民先锋党。
该党的成员主要来自教师、学生和知识分子。该党的总部设在亚丁，且在城市之外活动有限。该党曾短暂在哈德拉毛活动。在北也门，该党是非法政党，并加入全国民主阵线，参与武装叛乱。
该党是1970年代初期南也门允许存在的两个非“民族阵线”党派之一。1975年10月，该党与民族解放阵线、民主人民联盟党（马克思主义）组成“	民族阵线联合政治组织”。1978年11月，“民族阵线联合政治组织”改组为也门社会党，人民先锋党不复存在。